# Hyla savignyi
Hyla savignyi е вид жаба от семейство Дървесници (Hylidae). Видът не е застрашен от изчезване.

## Разпространение
Разпространен е в Азербайджан, Армения, Грузия, Египет, Йемен, Израел, Йордания, Ирак, Иран, Кипър, Ливан, Саудитска Арабия, Сирия и Турция.

## Описание
Популацията на вида е стабилна.